# Monica McWilliams
Monica Mary McWilliams (née le 28 avril 1954) est une universitaire nord-irlandaise, militante pour la paix, défenseuse des droits de l'homme et femme politique.
En 1996, elle cofonde le parti politique Northern Ireland Women's Coalition (NIWC) et est élue déléguée aux négociations de paix multipartites, qui conduisent à l'accord de paix du Vendredi saint en 1998.
Elle est membre de l’Assemblée d’Irlande du Nord (MLA) pour Belfast Sud de 1998 à 2003 et préside le Comité de mise en œuvre des droits de l’homme au nom des gouvernements britannique et irlandais. Elle est nommée commissaire en chef de la Commission des droits de l’homme d’Irlande du Nord de 2005 à 2011 et est commissaire de surveillance de la réforme pénitentiaire en Irlande du Nord (2011-2015). Elle siège ensuite à la Commission indépendante d’enquête sur le démantèlement des organisations paramilitaires en Irlande du Nord.
Elle est professeur émérite à l’Institut de justice transitionnelle de l’Université d’Ulster et poursuit ses recherches universitaires sur la violence domestique. Elle est également spécialisée dans la résolution des conflits et le travail avec les femmes dans les régions en conflit.

## Jeunesse
McWilliams est née à Ballymoney, dans le comté d'Antrim grandit à Kilrea, dans le comté de Londonderry et fait ses études au Loreto College, Coleraine. Elle est diplômée de l'Université Queen's de Belfast et de l'Université du Michigan, et devient professeure d'études féminines et de politique sociale à l'Université d'Ulster.

## Carrière
McWilliams, catholique résidant dans le sud de Belfast, cofonde (avec Pearl Sagar, une travailleuse sociale protestante de l'est de Belfast, et d'autres femmes) la Northern Ireland Women's Coalition (NIWC), un parti politique avec une plateforme féministe à une époque où les libertés civiles, sans parler des droits des femmes, sont difficiles à faire valoir. Elle est inspirée par Martin Luther King et voit le mouvement des droits civiques se développer sous sa direction en Amérique du Nord, constatant elle-même que les droits en Irlande du Nord sont également une réelle préoccupation.
En 1996, McWilliams remporte un siège avec Sagar représentant la Coalition des femmes aux pourparlers de paix multipartites en Irlande du Nord menant à l'accord du Vendredi Saint de 1998. Elle est confrontée à des actes de sexisme et à des moqueries fréquentes, au sein du Forum pour le dialogue et la compréhension, qui s’est tenu parallèlement aux pourparlers de paix, et remet en question la manière dont les femmes dans la vie publique sont soumises à de tels comportements. Dans l'accord de paix, elle contribue à obtenir des résultats clés tels que la restitution aux victimes, l'inclusion de la réconciliation, l'éducation intégrée, le logement partagé et un forum civique plutôt qu'une focalisation exclusive sur le démantèlement et le désarmement,.
Elle est l'une des deux membres de la coalition des femmes d'Irlande du Nord élues à l'Assemblée législative d'Irlande du Nord (l'autre étant Jane Morrice) de 1998 à 2003, représentant le sud de Belfast. Durant les négociations qui suivent l’Accord, elle est présidente du Sous-comité des droits de l’homme jusqu’en 2003. Lors des élections législatives de 2003, elle perd son siège par quelques centaines de voix. Après dix ans d'existence, le NIWC décide en 2006 de dissoudre le parti.
McWilliams reprend son poste universitaire de 2003 jusqu'à ce qu'elle soit nommée par le secrétaire d'État pour l'Irlande du Nord au poste de commissaire en chef à temps plein de la Commission des droits de l'homme d'Irlande du Nord en juin 2005, pour un mandat de trois ans. Elle est reconduite pour un second mandat, en septembre 2008. Sous sa direction pendant six ans, la Commission finalise l'avis sur une Déclaration des droits pour l'Irlande du Nord. Ce projet est présenté au gouvernement britannique en décembre 2008, où une législation sur une Déclaration des droits pour l'Irlande du Nord est toujours attendue. En 2011, elle retourne à l'Université d'Ulster en tant que professeur d'études sur les femmes à l'Institut de justice transitionnelle qui mène des recherches sur le genre, la transition, les droits de l'homme et les conflits.
McWilliams est l’une des trois personnes nommées en décembre 2011 au sein d’un groupe de surveillance de la réforme des prisons conseillant le ministère de la Justice d’Irlande du Nord. En 2015, elle est nommée par le Premier ministre et le Vice-Premier ministre au sein du Fresh Start Panel sur le démantèlement des organisations paramilitaires en Irlande du Nord. Elle est ensuite nommée par traité international entre les gouvernements britannique et irlandais à la Commission d'information indépendante de 2017 à 2021 pour superviser les recommandations du rapport du Panel.
Elle préside le conseil d'administration d'Interpeace, une ONG internationale basée à Genève, jusqu'en juillet 2021 et est professeur émérite à l'Institut de justice transitionnelle de l'Université d'Ulster.
McWilliams est co-auteur de deux livres et de trois études de recherche publiées par le gouvernement : Bringing It Out in the Open: Domestic Violence in Northern Ireland (1993, avec Joan McKiernan) et Taking Domestic Violence Seriously: Issues for the Civil and Criminal Justice System (1996, avec Lynda Spence) et « Intimate Partner Violence in Conflict and Post-Conflict Societies Insights and Lessons from Northern Ireland » (2017 avec Jessica Doyle),.
Ses recherches menées dans les années 1990 conduisent à la première politique gouvernementale sur la violence domestique et sont suivies vingt-cinq ans plus tard par la première étude longitudinale sur la violence domestique pendant et après un conflit. Elle publie plusieurs articles sur l’impact des conflits politiques, sur la résolution des conflits et sur les droits des femmes. Elle est l'une des neuf signataires du processus de paix en Irlande du Nord, récompensés conjointement par le prix John F. Kennedy Library Profile in Courage Award en 1998.
Son livre Stand up Speak Out : My Life working for women's rights, peace and equality in Northern Ireland and beyond  est publié en 2021.
En 2023, elle est élue membre de la Royal Irish Academy.

## Récompenses
McWilliams est co-récipiendaire du Frank Cousins Peace Award en 1999 (en hommage à un dirigeant syndical britannique). Elle reçoit des doctorats honorifiques du Lesley College (Massachusetts), du Mount Mary College (Milwaukee), de l'Université d'York, de l'Université Queen's de Belfast, de l'Université de la ville de Dublin et du Trinity College de Dublin.
En 2018, en reconnaissance de son travail et pour célébrer le 100e anniversaire du droit de vote des femmes, Women in Business lui décerne un prix spécial pour l'ensemble de sa carrière. En 2018, Monica McWilliams est également intronisée au Temple de la renommée du Irish Tatler.
En novembre 2023, McWilliams est nommée sur la liste des 100 femmes de la BBC.